# Sternwarte Welzheim

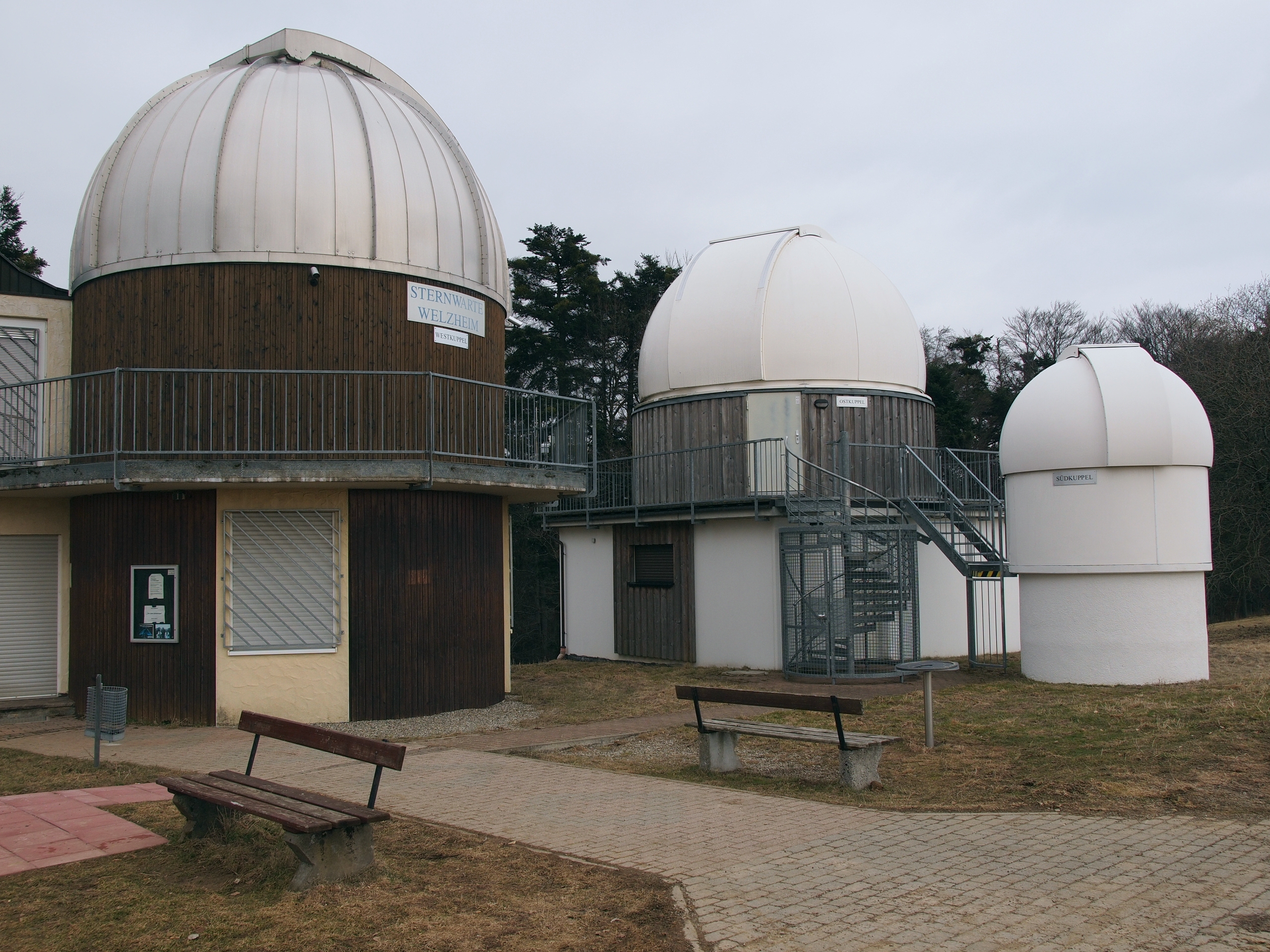
Sternwarte Welzheim mit West-, Ost- und Südkuppel

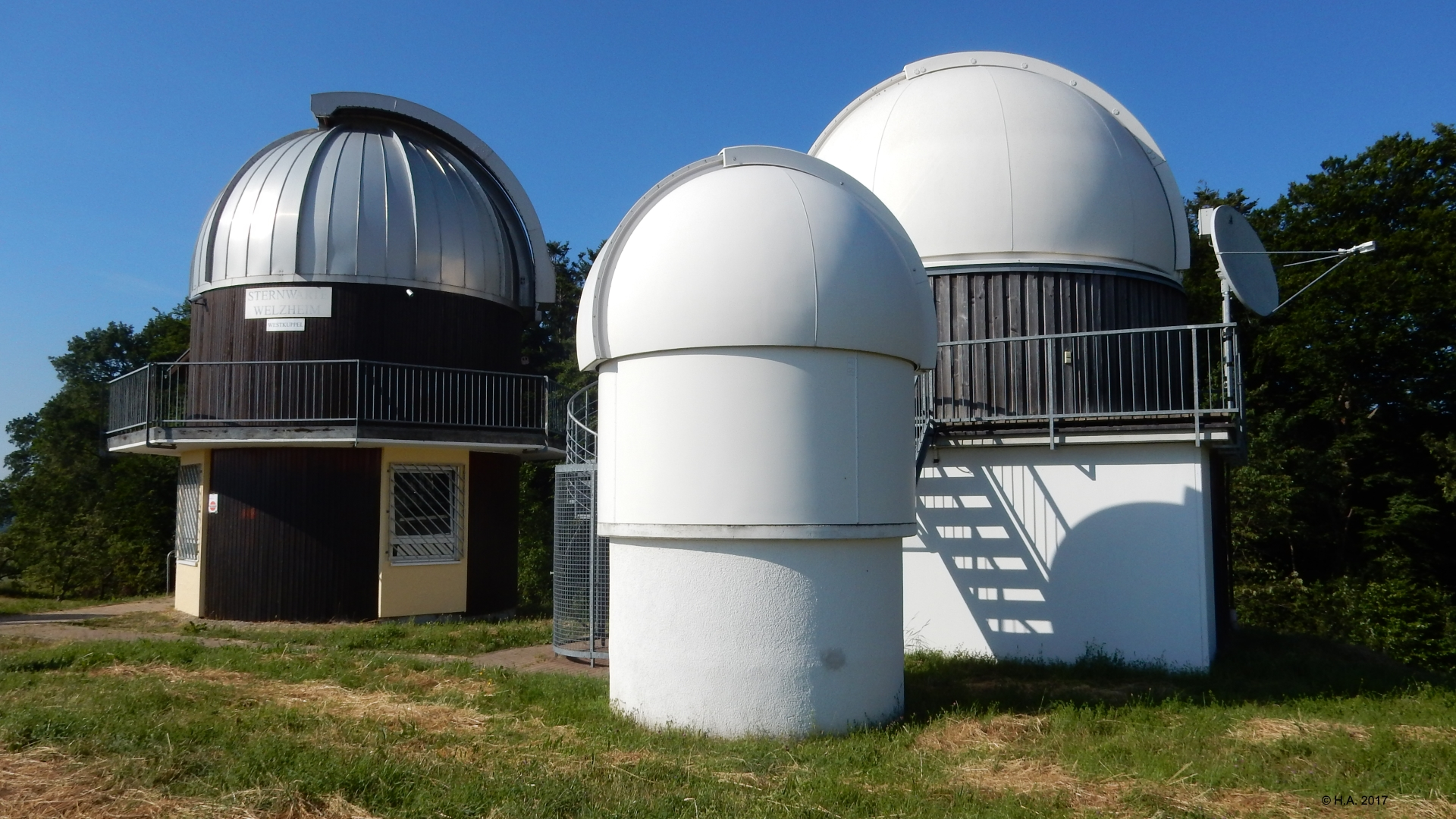
Sternwarte Welzheim am 24. Juni 2017 (die neue, vierte kleine Kuppel ist nicht auf dem Foto zu sehen)

Die Sternwarte Welzheim steht im Naturpark Schwäbisch-Fränkischer Wald in der Markung Langenberg, nahe dem Luftkurort Stadt Welzheim. Sie dient als Volkssternwarte und Beobachtungsstation des Carl-Zeiss-Planetariums Stuttgart.
Das Sternwartengebäude samt der Westkuppel wurde 1991/92 von der Stadt Welzheim mit Unterstützung des Rems-Murr-Kreises errichtet. Die Teleskope und technischen Einrichtungen steuerte die Landeshauptstadt Stuttgart bei. Am 6. September 1992 wurde im Rahmen einer Feierstunde die Sternwarte Welzheim in Betrieb genommen.
Betrieben wird sie von der Beobachtergruppe des Carl-Zeiss-Planetariums Stuttgart. Die Betreuung und Unterhaltung vor Ort erfolgt durch den Welzheimer Waldverein e. V.
Zu festen Terminen (3× wöchentlich) werden bei klarem Wetter öffentliche Sternführungen angeboten. Auch Gruppenführungen bis 30 Personen sind möglich.
Im Frühjahr 2017 wurde die Sternwarte um eine vierte, kleine Kuppel erweitert.

## Lage
Geografische Koordinaten: 48° 52′ 30″ N, 9° 35′ 50″ O
Höhe über NN: 547 m
Die Sternwarte ist über die Straße (L 1150) von Schorndorf nach Welzheim erreichbar. Vor Welzheim folgt man an der Abzweigung nach Langenberg den Schildern „Sternwarte“. Der Parkplatz „Sternwarte“ ist ausgeschildert. Von hier führt ein etwa 500 m langer Feldweg zur Sternwarte. Dieser darf mit Kraftfahrzeugen nicht befahren werden, das Scheinwerferlicht würde die Arbeit in der Sternwarte stören.